# Раєцька Лесна
Раєцка Лесна (словац. Rajecká Lesná) — село, громада округу Жиліна, Жилінський край, регіон Горне Поважіє. Кадастрова площа громади — 39,26 км².
Населення 1180 осіб (станом на 31 грудня 2017 року).

## Історія
Раєцка Лесна згадується 1413 року.

## Географія
Протікають річки Леснянка і Рибна.

## Населення
| Рік:            | 1994. | 2004.   | 2014.   | 2024.   |
| --------------- | ----- | ------- | ------- | ------- |
| Кількість осіб: | 1280  | 1300    | 1219    | 1192    |
| Різниця:        |       | +1,56 % | -6,23 % | -2,21 % |

| Рік:            | 2023. | 2024.   |
| --------------- | ----- | ------- |
| Кількість осіб: | 1212  | 1192    |
| Різниця:        |       | -1,65 % |